# Мікадо бірманський
Мікадо бірманський (Syrmaticus humiae) — вид куроподібних птахів родини фазанових. Поширений в Південно-Східній Азії.
Видова назва humiae вшановує Мері Енн Ґріндалл Г'юм, дружину британського натураліста в Індії Аллана Октавіана Г'юма. Це державний птах індійських штатів Мізорам та Маніпур.

## Поширення
Syrmaticus humiae поширений в Маніпурі, Мізорамі, Нагаленді та, можливо, Аруначал-Прадеш на північному сході Індії, через західну, північну та східну М'янму до Юньнані та Гуансі на півдні Китаю та прилеглого північно-західного Таїланду. Мешкає у відкритих, сухих субтропічних вічнозелених (переважно дубових), хвойних (переважно соснових) або змішаних хвойно-широколистяних лісах на крутих, часто кам'янистих схилах, перерваних чагарниковими та трав'янистими галявинами.

## Підвиди
Описано два підвиди, курей яких неможливо відрізнити. У півня С. х. burmanicus, сині частини верхньої сторони сильніші та червоніші, але на голові та шиї вони більш чітко відокремлені від спини та менші, ніж у номінальної форми . На нижній частині спини та крупі пір'я більш чорне, а білі краї ширші. Різниці в розмірах між підвидами немає.
- S. h. humiae (Hume, 1881) — північно-східна Індія та західна М'янма;
- S. h. burmanicus (Oates, 1898) — західний Китай, північний схід М'янми та крайня північ Таїланду.

## Опис
Довжина самця становить 90 см, з яких 40-54 припадає на хвіст, вага 975—1080 г. Самиця трохи менша: близько 60 см в довжину, з яких 19,5-20 припадає на хвіст, при вазі 650—850 г.
Ліврея дорослої особини, яка з'являється протягом першого року життя, має певний характерний відтінок і розташування кольорів. Як правило, самиця менша за самця і має непоказне забарвлення без переливів. У самців фоновий тон блискучий червоно-коричневий з перетином інтенсивних фіолетових переливів; голова оливково-коричневого кольору, а горло, шия, верхня частина грудей і спина мають сталево-блакитні відтінки. На зовнішній частині крил є три тонкі смуги, що складаються з білих пір'їн, видимих лише тоді, коли вони залишаються закритими; верхня частина крупа і покриви хвоста вкраплені темно-блакитними і чорними прожилками, а хвіст темно-сірий з коричнево-чорними і червоно-червоними смугами. Бічні частини голови голі й утворені сильною сосочковою червоно-червоною шкірою, ще більш помітною під час репродуктивного періоду та типовою для більшості фазанів. Ноги і дзьоб сіро-сірі. 
Самиця, хоч і набагато менш ефектна, ніж самець, все ж характеризується певною красою, вирізняючись з-поміж своїх родичів своїм контрастним і затемненим забарвленням. Загалом вонеа має червонувато-коричневу верхню частину тіла з пір'ям, окантованими білим, чорним і коричневим; крила прикрашені маленькими і короткими коричнево-білими смугами. Грудна клітка каштаново-коричнева, перетинається білими смугами, які тривають до черевної області; хвіст звужений і має білий кінчик. Багряно-червоні ділянки голої шкіри з боків голови, хоча й присутні, значно менш сосочкові та помітні, ніж у самців.
Самець підвиду S. h. burmanicus дуже схожий на номінальний підвид, але має сталево-блакитний колір верхніх частин тіла, обмежений лише дорсальною областю, тоді як мідно-червонувато-коричневий колір, який становить більшу частину лівреї, набагато чіткіший, ніж у burmanicus. Круп чорно-білий, а не сталево-блакитний і чорний, як у S. h. humiae, з набагато яскравішими відблисками та ширшими та помітнішими смугами крил.

## Спосіб життя
Заховані в гущавині кущів, фазани особливо люблять затримуватися на краях крутих ділянок, уникаючи відкритих просторів, де їх було б легко впізнати за яскравим забарвлення. Як правило, вони живуть невеликими сімейними групами, що складаються з самця та кількох самиць. Вони прагнуть триматися якомога ближче до струмків, береги яких рясніють піщаними відслоненнями. Усі вони рухаються разом із першим світанком і весь ранок присвячують пошукам їжі, а потім відпочивають, примостившись на гілці чи скелі. 
Раціон складається переважно з речовин рослинного походження. Цей переважно вегетаріанський птах харчується горіхами, ягодами, насінням, корінням і бруньками, але також, меншою мірою, хробаками та комахами. Численні фрукти, невеликі каштани, червоні ягоди та кілька маленьких змій були знайдені в шлунках деяких досліджених самців.
Полігамний вид. Кожного самця зазвичай супроводжують 2-3 самиці. У Китаї період розмноження триває з березня по липень. Гніздо завжди розташовують на землі та зазвичай розташовують під кущем або скелею, але його також можна знайти серед коріння великого дерева, на березі, багатому рослинністю, або на краю скелястого хребта або серед високих трав і в будь-якому випадку в сухому та добре дренованому місці. Гніздо вистелене кількома гілочками, сухим листям і матеріалами. Кладка зростає зі швидкістю одного яйця кожні два дні, яке відкладається в сутінках. Кладка може включати від 6 до 11 яєць. Насиджування триває від 24 до 28 днів і є винятковим завданням самиці.